# Goede verzorging van een zwerfsteen
Goede verzorging van een zwerfsteen is een artistiek kunstwerk in Amsterdam-Zuid.
Deze schepping van Peter Breed uit 1988 bestaat uit een in het water staande granieten sokkel met een metalen waterleiding waaruit water stroomt op een zwerfkei, verbonden aan de sokkel. Het vormt een van de beelden die de Vrije Universiteit Amsterdam in de loop der jaren aanschafte. Het werd geplaatst in een siervijver ten zuidoosten van de campus. Ze ligt daarbij in de omgeving van brug 804. 
Eigenlijk was het uitsluitend een fonteintje van waterleiding en sokkel. Echter de fontein kon niet direct geplaatst worden vanwege broedende eenden. Breed ging op vakantie en vond in de Pyreneeën een zwerfkei; hij was daar toen mee bezig. Het werd toegevoegd aan de uiteindelijk fontein toen het eendennest uitgebroed was. De pomp van de fontein (origineel een zwengelpomp) is diep in het water geplaatst zodat de fontein ook in de winter blijft spuiten. Slechts een enkele keer zijn ijspegels te zien geweest aan de fontein.
Het beeld maakte enige tijd deel uit van de Beeldenroute Buitenveldert. Plaatsing van het beeld is een gevolg van de 1%-regeling, waarbij 1% van de bouwsom van nieuwe of gerestaureerde gebouwen bestemd werd voor kunst in de openbare ruimte. De Vu had daartoe een aparte commissie benoemd Commissie Milieu Verrijking en Aankleding, later Exposorium.

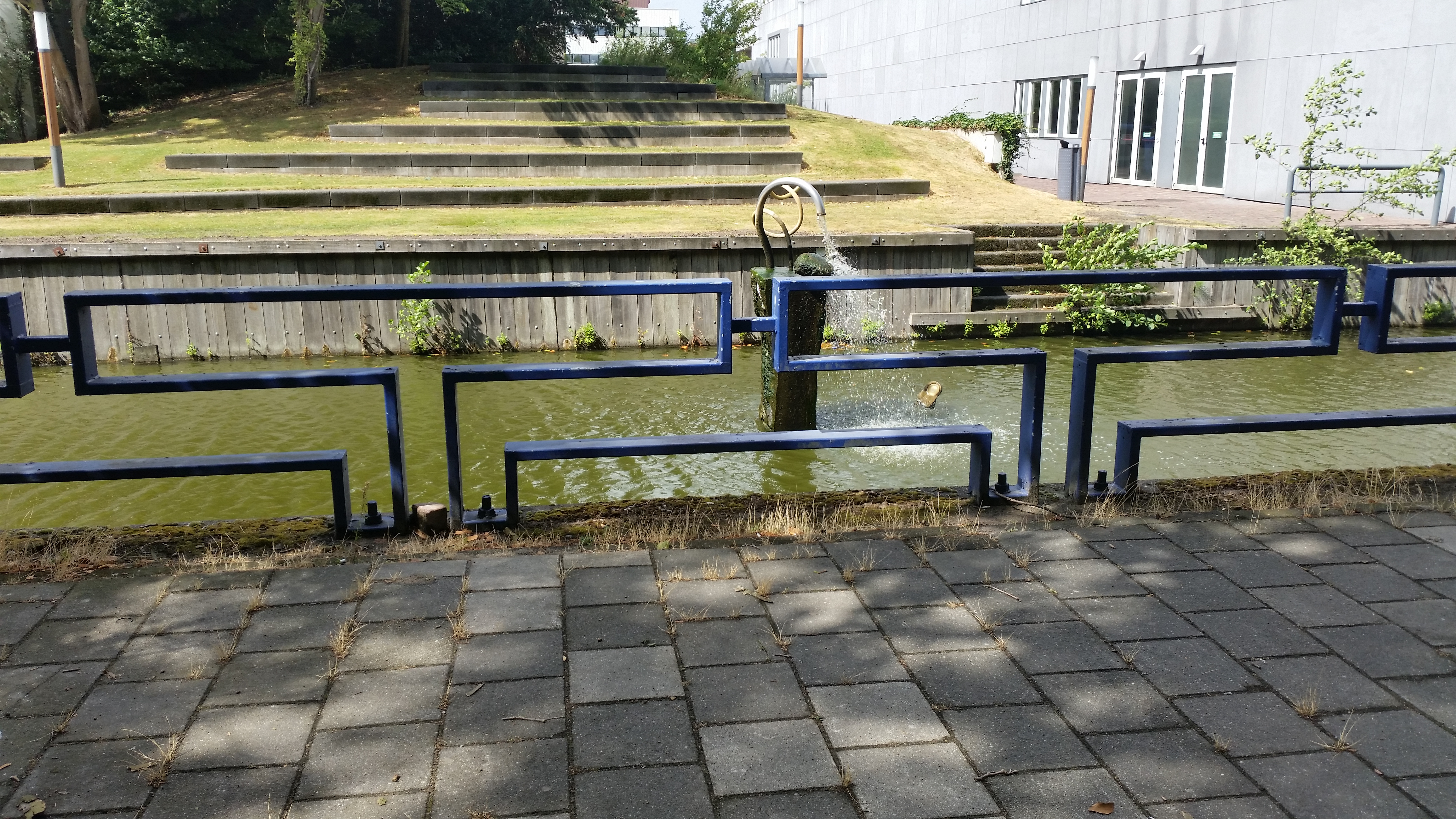
Fontein achter werk van Dirk Sterenberg van Brug 804 (augustus 2018)